# Prochilodus costatus
Prochilodus costatus är en fiskart som beskrevs av Valenciennes, 1850. Prochilodus costatus ingår i släktet Prochilodus och familjen Prochilodontidae. Inga underarter finns listade i Catalogue of Life.